# Étienne Gailly
Étienne Gailly (22. listopadu 1922, Beringen — 3. listopadu 1971, Genval) byl belgický voják a atlet, držitel bronzové medaile z maratonského běhu na olympiádě 1948.
Z nacisty okupované Belgie uprchl do Anglie a vstoupil do výsadkářských jednotek, s nimž se zúčastnil osvobození vlasti v roce 1944. Na londýnskou olympiádu se přihlásil jako maratonec. Přestože nepatřil k favoritům (byl to jeho první soutěžní maraton v životě), držel se celý závod v popředí a na Stadion Wembley přiběhl jako první. Tam mu ale došly síly, začal klopýtat a z běhu přešel do chůze, postupně ho předstihli Argentinec Delfo Cabrera a domácí Thomas Richards. Gailly se za cílem zhroutil a byl převezen do nemocnice, takže se ani neobjevil na stupních vítězů.
Na domácím mistrovství Evropy v atletice 1950 skončil Gailly na osmém místě. Pak narukoval do korejské války a v bitvě u Haktang-ni utrpěl vážné zranění, které ukončilo jeho sportovní kariéru. Jeho bratr Pierre Gailly ve válce padl.